# Zavařování
Zavařování je jeden ze způsobů tepelné konzervace potravin, při které se pokrm ve sklenici těsně uzavřené víčkem ohřívá na teplotu kolem 85 °C nebo vyšší.

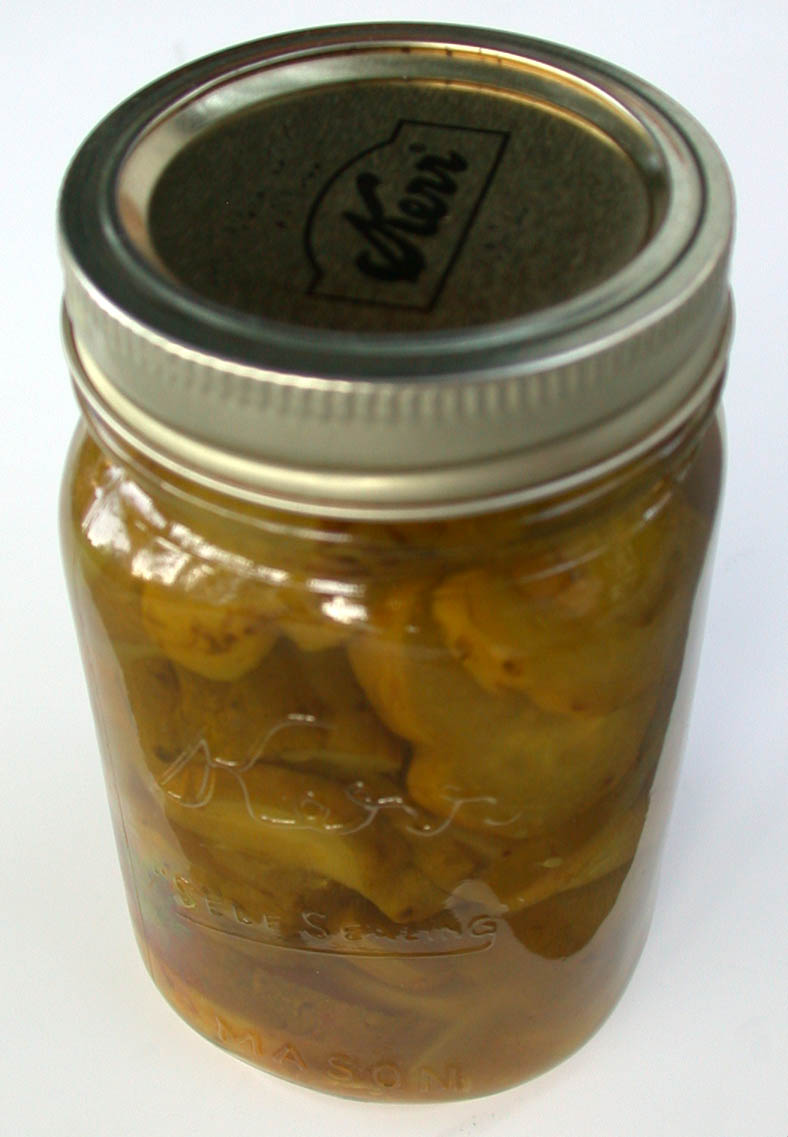
Zavařovací sklenice se šroubovým uzávěrem

## Technika zavařování

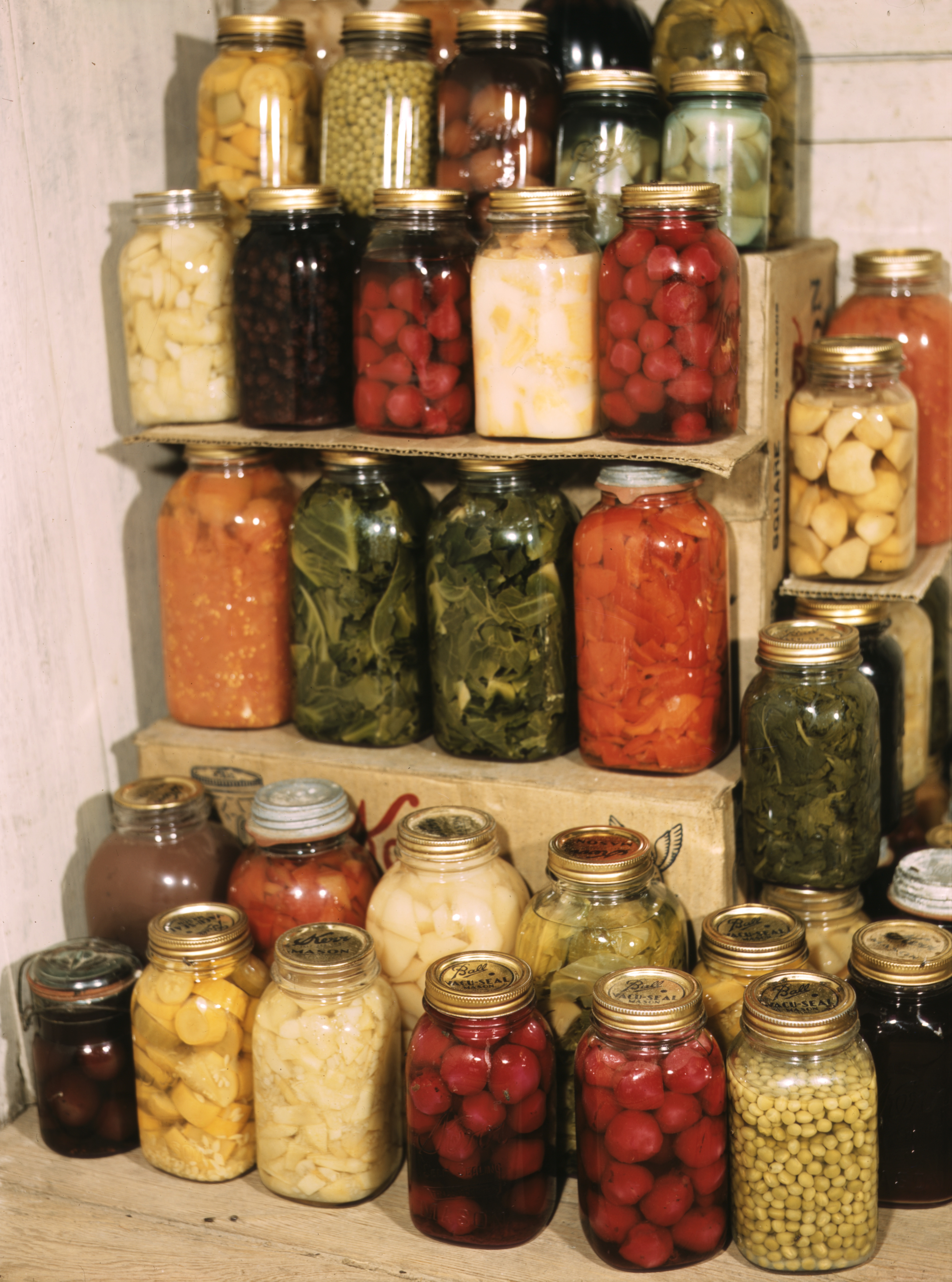
Spousta zavařenin

Ohříváním uzavřených sklenic ve vodě nebo páře dojde k uvaření a pasterizaci pokrmu. Zároveň je z nádoby vytlačen přebytečný vzduch, který se vlivem vysoké teploty roztahuje. Po určité době se nechá sklenice zchladnout. Tím dojde ke smrštění vzduchu uvnitř sklenice, a protože je uzavřena víčkem, sníží se v ní tlak. Víčko je okolním atmosférickým tlakem přitlačeno pevně ke sklenici a tak je dosaženo vzduchotěsnosti a zároveň pasterizaci pokrmu. Pokrm je chráněn před kontaminací mikroorganizmy z vnějšího prostředí a může se tak déle uchovat bez zkažení. Dočasné otáčení plných horkých sklenic se také provádí z důvodu sterilizace.
První pokusy s hermetickým konzervováním ovoce provedl roku 1804 francouzský kuchař Apert. Tyto konzervy byly určeny pro francouzské válečné lodě.
Příkladem využití zavařování v přípravě pokrmů mohou být znojemské okurky.